# تپه صفلن تپه سی
تپه صفلن تپه سی مربوط به سده‌های اولیه دوران‌های تاریخی پس از اسلام است و در شهرستان گرمی، بخش موران، دهستان اجارود شرقی، روستای شلوه علیا واقع شده و این اثر در تاریخ ۱۲ دی ۱۳۸۶ با شمارهٔ ثبت ۲۰۴۲۰ به‌عنوان یکی از آثار ملی ایران به ثبت رسیده است.